# Шуменски безистен
Шуменският безистен е османска обществена сграда в град Шумен, България, най-старата в града. Обявен е за архитектурен и исторически паметник.
Сградата се намира източно на около 150 м от Томбул джамия на място, където около XVI век се оформя т.нар. Шейтан чаршия. Построен е от дубровнишките търговци, вероятно в края на XVI век, когато българите все още били преобладаващо население в града. Там са складирани и излагани за продажба докарани с кервани ценни стоки и опазвани от ограбване и опожаряване.

## Описание
В план сградата представлява правоъгълник, ориентиран с дългата си ос в направление изток-запад. Тя е двуетажна, със самостоятелен достъп за всеки етаж. Долният етаж е достъпен от 2 странични широки врати, както и от южна – главна, а горният етаж има само врата от север в средата на дългия северен зид, която поради денивелацията на терена идва на ниво с улицата от северната страна. Сградата има значителни размери: дължина 41,81 м и ширина 22,9 м. От тези очертания на юг се издава монументален портик с размери 15,58 м на 4,48 м, който представлява главния вход за долния етаж. Околовръстните зидове са изградени от големи каменни блокове, донесени от развалините на престолните български градове. Зданието е направено изцяло на варов разтвор.
В края на ХVІІ век от източната му страна е изградена банята Сунтур хамам.

## История
През османския период Безистенът е бил керванджийски хан, известен като „Деве хан“. Имало е и няколко занаятчийски магазина на българи и арменци. Във военно време е използван за военен склад, както и за склад на турските тютюнопроизводители. През ХVІІ век връзките с Дубровник отслабват и Безистенът загубва значението си на оживено градско средище.
През 1809 г. сградата е ремонтирана основно и е отдадена под наем на търговци евреи за складове и покрит пазар. След Освобождението до към 1960-те години е ползвана със същото предназначение. През 1980-те години е ремонтиран и преустроен в търговски център, действал около 20-на години.